# Жерлаш, Адриен де
Адрие́н Викто́р Жозе́ф, барон де Жерла́ш де Гомери́ (фр. Adrien Victor Joseph de Gerlache de Gomery 2 августа 1866, Хасселт, Лимбург, Бельгия — 4 декабря 1934, Брюссель). Бельгийский полярный исследователь, офицер ВМФ Бельгии, более всего известен благодаря Антарктической экспедиции 1897—1899 гг. на судне «Бельжика».

## Жизнь
Родился в древней дворянской семье в Хасселте, старший сын, образование получил в Брюсселе. Окончил École polytechnique (ныне разделён на Université Libre de Bruxelles и Vrije Universiteit Brussel) с дипломом инженера. В каникулы и вместо преддипломной практики работал на пароходах, курсировавших между Остенде и Дувром, а также на судах рыболовного флота. Получив диплом, вопреки семейной традиции и желанию отца, вступил в ряды военно-морского флота, и был удостоен первого унтер-офицерского чина 19 января 1886 г.
Окончил офицерское училище в Остенде, был назначен на гидрографическое судно «Бельжика». В 1890 г. получил звание лейтенанта. Во время службы впервые заинтересовался полярными исследованиями, в 1895 г. участвовал в плавании к Ян-Майену и восточному побережью Гренландии. Он получил приглашение Адольфа Эрика Норденшельда участвовать в шведской экспедиции в Гренландию, но она сорвалась из-за недостатка финансирования. В ответ Жерлаш предложил план собственной экспедиции.

## Экспедиция 1897—1899 гг

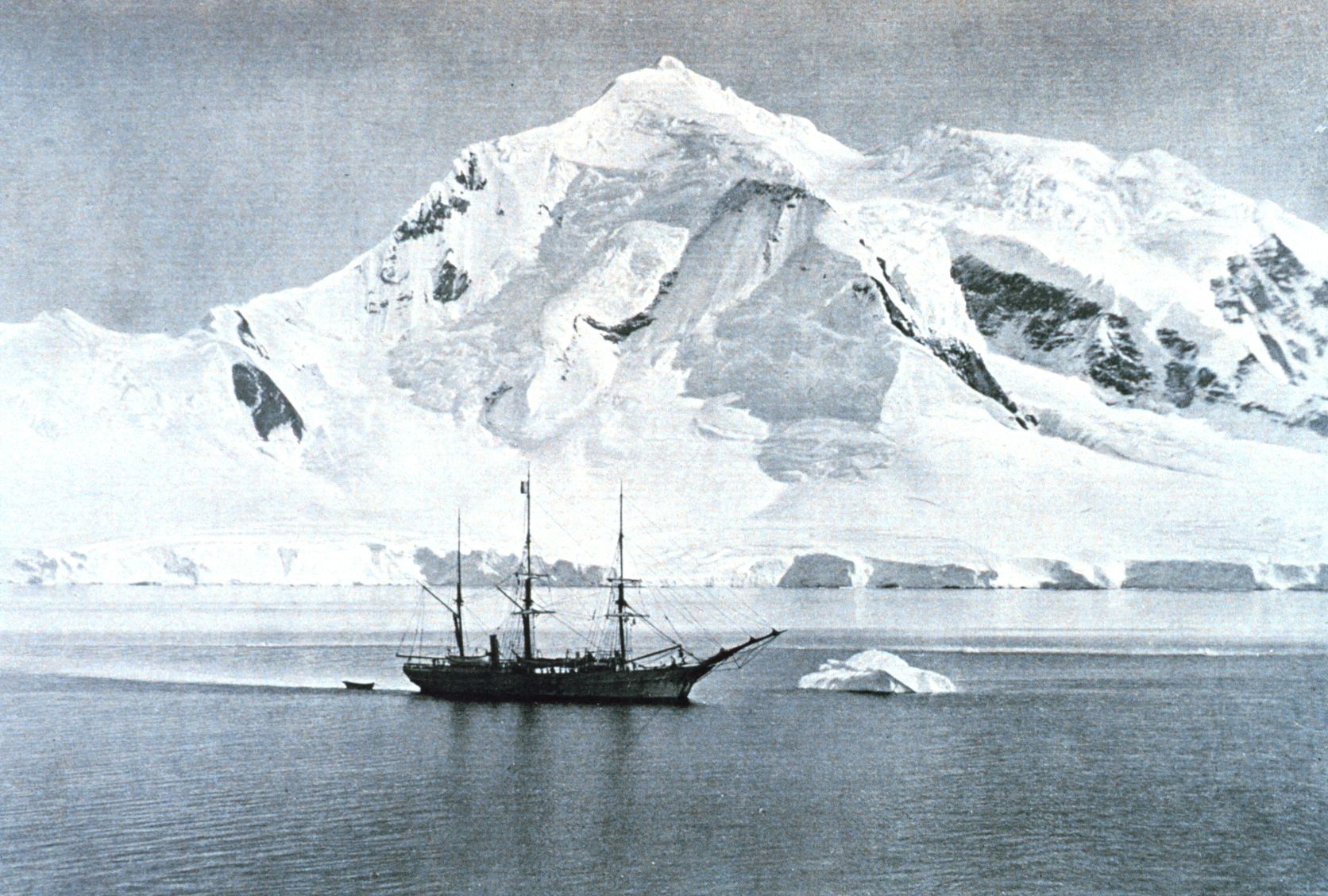
«Бельжика» в Антарктике

Главным спонсором бельгийской экспедиции в Антарктику выступил король Леопольд II, крупное пожертвование обеспечило Географическое общество Бельгии, а также производители соды — фирма Эрнеста Сольвея. Программа экспедиции была весьма широкой: помимо географических и картографических работ, исследования Южного магнитного полюса, планировались колониальные захваты в Южном полушарии и поиски полезных ископаемых.
В 1896 г. Жерлаш купил норвежский китобоец Patria, переименованный в «Бельжику» (по названию римской провинции на территории Бельгии). Личный состав экспедиции был интернациональным, и включал в себя:
1. Адриен де Жерлаш, бельгиец — начальник экспедиции.
2. Жорж Леконт (Georges Lecointe), бельгиец — геофизик, первый помощник командира.
3. Жюль Мелер (Jules Melaerts), бельгиец — второй помощник командира, лейтенант ВМФ.
4. Руал Амундсен, норвежец — штурман «Бельжики».
5. Хенрик Арктовский, поляк — геолог, океанограф и метеоролог.
6. Эмиль Данко, бельгиец — геофизик.
7. Эмиль Раковицэ, румын — биолог, зоолог, ботаник и спелеолог.
8. Фредерик Кук, США — судовой врач и фотограф. В 1909 г. заявил, что достиг Северного полюса 21 апреля 1908 г.
9. Антон Добровольский, поляк — метеоролог.
10. Анри Сомерс, бельгиец — старший машинист.
11. Макс ван Риссельберг, бельгиец — второй машинист.
12. Луи Мишотт, бельгиец — кок.
13. Адам Толлефсен, норвежец — матрос.
14. Людвиг Яльмар Йохансен, норвежец — матрос.
15. Энгельбрет Кнудсен, норвежец — матрос.
16. Карл-Август Винке, норвежец — матрос. Погиб 22 января 1898 г., сорвавшись за борт.
17. Йохан Корен, норвежец — матрос, исполнял обязанности ассистента биолога.
18. Густав-Гастон Дюфур, бельгиец — матрос.
19. Жан ван Мирло, бельгиец — матрос.

Отплыв из Антверпена, «Бельжика» в январе 1898 г. достигла побережья Земли Грейама, пройдя длинным путём через Магелланов пролив. Пройдя проливом, названным в честь судна, экспедиция пересекла Южный полярный круг 15 февраля 1898 г. Время было упущено, и 28 февраля судно было зажато льдами в Море Беллинсгаузена, началась незапланированная зимовка. Из-за неподходящего рациона питания на борту началась тотальная эпидемия цинги (её избежали только Кук и Амундсен, регулярно охотящиеся на тюленей). На борту не было полярной одежды (Амундсену пришлось сшить её из розовых шерстяных одеял), в жилых помещениях «Бельжики» поддерживалась температура ниже точки замерзания воды. Оказалось, что было взято ничтожное количество осветительного керосина, и люди сидели впотьмах. С 17 мая по 23 июля длилась полярная ночь, в ходе которой сошли с ума два матроса (один из них пошёл пешком в Норвегию). В ходе зимовки возник крупный конфликт между Жерлашем и Амундсеном, который самовольно взял командование на себя, и заявил, что не имеет с командиром ничего общего.
Дрейф продолжался 13 месяцев. 15 февраля 1899 г. лёд стал трескаться, и доктор Кук заставил команду прорубать вручную 900-метровый канал, чтобы освободить судно. 14 марта 1899 г. судно вышло из паковых льдов, и вернулось в Антверпен 5 ноября 1899 г.
Ход экспедиции был описан Жерлашем в книге Quinze Mois dans l’Antarctique (1901), удостоенной в 1902 г. премии Французской академии.

## Последующая жизнь
В 1901 г. Жерлаш отправился на принадлежащий Франции о. Кергелен, но был отозван ещё в пути, поэтому он направился в Персидский залив, где команда занялась промыслом жемчуга. В том же 1902 г. он вошёл в состав антарктической экспедиции Жан-Батиста Шарко, но покинул его в бразильском Пернамбуку из-за конфликта.
В 1904 г. Жерлаш женился на Сюзанне Пуле. В этом браке было двое детей: Филипп и Мари-Луиза. В 1905 г. «Бельжику» выкупил герцог Филипп Орлеанский. Герцог и Жерлаш совершили на ней три экспедиции: в Восточно-Гренландское море (1905), Карское море (1907) и на Шпицберген и Землю Франца-Иосифа (1909). В 1913 г. Жерлаш развёлся с женой.
После начала Первой Мировой войны Жерлаш активно принимал участие в обороне Остенде и борьбе с подводными лодками. В 1915—1916 гг. жил в Норвегии и Швеции, вербуя сторонников движения за независимость Бельгии.
28 декабря 1916 г. Жерлаш вторично женился на шведке Элизабет Хёйер, от которой в 1919 г. родился сын Гастон де Жерлаш (названный в честь брата Жерлаша, погибшего на фронте в 1915 г.), ставший известным полярным исследователем. В 1957 г. он основал первую бельгийскую исследовательскую станцию в Антарктиде.
После окончания войны Жерлаш служил в Генеральном штабе, в 1926 г. назначен генерал-директором Бельгийского ВМФ, а с 1928 г. стал командующим ВМФ. Скончался от сальмонеллёза.

## Память
В 2000 г. Международный астрономический союз присвоил имя Адриена де Жерлаша кратеру на видимой стороне Луны.